# Benh Zeitlin
Pour les articles homonymes, voir Zeitlin.
Benh Zeitlin, né le 14 octobre 1982, est un scénariste et réalisateur américain. Il est notamment connu pour avoir réalisé Les Bêtes du Sud sauvage qui s'est vu décerner presque une trentaine de prix.

## Biographie
Benh Zeitlin est né à Manhattan et a grandi dans le Queens à New York.
En 2004, il cofonde Court 13, une société de production de films.
Scénariste et réalisateur de ses films, il sort en 2012, son premier long métrage, Les Bêtes du Sud sauvage ; le film est multi-récompensé. À titre personnel, Zeitlin reçoit notamment le prix du meilleur réalisateur à la 22e cérémonie des Gotham Independent Film Awards, la Caméra d'or à Cannes et le prix du réalisateur le plus prometteur lors des Chicago Film Critics Association Awards.
L'année suivante, le film est nommé quatre fois aux Oscars.

## Filmographie
- 2005 : Egg (court métrage)
- 2005 : I Get Wet (avec Kabir Green)
- 2006 : The Origins of Electricity (court métrage)
- 2008 : Glory at Sea (court métrage)
- 2012 : Les Bêtes du Sud sauvage (Beasts of the Southern Wild) — également compositeur de la musique
- 2020 : Wendy